# Andrew Cyrille
Andrew Charles Cyrille (Brooklyn, 10 novembre 1939) è un batterista statunitense di musica jazz d'avanguardia.
Per tutta la sua carriera, ha suonato sia come leader sia come musicista di supporto per tanti gruppi e artisti, come Walt Dickerson e Cecil Taylor.

## Biografia
Cyrille nacque il 10 novembre 1939, a Brooklyn, New York, da una famiglia haitiana. Cominciò a studiare scienze alla St. John's University, ma suonava già jazz e così decise di proseguire i suoi studi alla Juilliard School. I suoi insegnanti di batteria furono Willie Jones e Lenny McBrowne, anch'essi di Brooklyn. Attraverso loro, Cyrille incontrò Max Roach e divenne discepolo di Philly Joe Jones, il quale suonando in Time Waits usò il suo kit.
Il suo primo incarico professionale fu da accompagnatore del cantante Nellie Lutcher ed ebbe una prima sessione di registrazione con Coleman Hawkins. Il trombettista Ted Curson lo presentò a Cecil Taylor, quando egli aveva solo 18 anni.
Si unì al gruppo di Cecil Taylor nel 1964 e ci rimase per 10 anni, per poi suonare duetti di batteria con Milford Graves. Oltre a suonare come bandleader, registrò e/o suonò con musicisti come David Murray, Irène Schweizer, Marilyn Crispell, Carla Bley, John Greaves, Peter Blegvad, Lisa Herman, Butch Morris e Reggie Workman, tra gli altri. Attualmente è membro dei Trio 3, con Oliver Lake e Reggie Workman.

## Discografia

### Come leader
- What About? (BYG Actuel, 1971)
- Dialog of the Drums (IPS) con Milford Graves
- Junction (Whynot, 1976)
- Metamusicians' Stomp (Black Saint, 1978)
- Nuba (Black Saint, 1979)
- Special People (Soul Note, 1980)
- The Navigator (Soul Note, 1982)
- Irène Schweizer/Andrew Cyrille (Intakt, 1988)
- Something in Return (Black Saint, 1991)
- My Friend Louis (DIW/Columbia, 1992)
- X Man (Soul Note, 1993) con James Newton, Anthony Cox)
- Ode To The Living Tree  (Evidence, 1997)
- Good to Go, with a Tribute to Bu (Soul Note) con James Newton, Lisle Atkinson
- Route de Frères (TUM, 2011)
- The Declaration Of Musical Independence (ECM, 2016)
- Lebroba (ECM, 2018)

### Come musicista di supporto
Con Geri Allen
- The Printmakers (Minor Music, 1985)

Con Ahmed Abdul-Malik
- The Music of Ahmed Abdul-Malik (New Jazz, 1961)
- Sounds of Africa (New Jazz, 1961)

Con Billy Bang
- A Tribute to Stuff Smith (Soul Note, 1992)

Con Bill Barron
- Hot Line (Savoy, 1962 [1964])

Con Carla Bley
- European Tour 1977 (ECM, 1978)

Con Jean-Paul Bourelly
- Jungle Cowboy (JMT, 1987)

Con Charles Brackeen
- Attainment (Silkheart, 1987)
- Worshippers Come Nigh (Silkheart, 1987)

Con Anthony Braxton
- Eight (+3) Tristano Compositions, 1989: For Warne Marsh (hatArt, 1989)

Con Marion Brown
- Afternoon of a Georgia Faun (ECM, 1970)

Con Dave Burrell
- Daybreak (Gazell, 1989)

Con John Carter
- Castles of Ghana (Gramavision, 1985)
- Dance of the Love Ghosts (Gramavision, 1986)
- Fields (Gramavision, 1988)
- Comin' On (hat Art, 1988)
- Shadows on a Wall (Gramavision, 1989)

Con Walt Dickerson
- This Is Walt Dickerson! (New Jazz, 1961)
- Relativity (New Jazz, 1962)
- To My Queen (New Jazz, 1962)
- Jazz Impressions of Lawrence of Arabia (Dauntless, 1963)
- Walt Dickerson Plays Unity (Audio Fidelity, 1964)
- Tell Us Only the Beautiful Things (Whynot, 1975)
- Peace (SteepleChase,1976)
- Life Rays (Soul Note, 1982)

Con John Greaves, Peter Blegvad (e Lisa Herman)
- Kew. Rhone. (Virgin, 1977)

Con Charlie Haden
- Liberation Music Orchestra (Impulse, 1969)

Con Coleman Hawkins
- The Hawk Relaxes (Moodsville, 1961)

Con Jazz Composer's Orchestra
- The Jazz Composer's Orchestra (ECM, 1968)

Con Leroy Jenkins
- The Legend of Ai Glatson (Black Saint, 1978)

Con Oliver Lake
- Otherside (Gramavision, 1988)
- Edge-ing (Black Saint, 1993)
- Live in Willisau (Dizim, 1997)
- Encounter (Passin' Thru, 2000)
- Open Ideas (Palmetto, 2002)
- Time Being (Intakt, 2006)
- At This Time (Intakt, 2009)
- Refraction – Breakin' Glass (Intakt, 2013)
- Wiring (Intakt, 2014)

Con David Murray
- David Murray/James Newton Quintet (DIW, 1991)

Con Horace Tapscott
- The Dark Tree (hat Art, 1989)
- Aiee! The Phantom (Arabesque, 1996)

Con Cecil Taylor
- Unit Structures (Blue Note, 1966)
- Conquistador! (Blue Note, 1966)
- Student Studies (BYG Actuel, 1966)
- The Great Concert of Cecil Taylor (1969)
- Cecil Taylor Quartet in Europe (Jazz Connoisseur, 1969)
- Akisakila (Trio (Japan), 1973)
- Spring of Two Blue J's (Unit Core, 1973)
- Incarnation (FMP, 1999)

With Bob Thiele Collective
- Sunrise Sunset (1990)